# Ainet
Ainet é um município da Áustria, situado no distrito de Lienz, no estado do Tirol. Tem 40,4 km² de área e sua população em 2019 foi estimada em 933 habitantes.